# Association française pour l'information scientifique
Association française pour l'information scientifique (AFIS) (Francouzská asociace pro vědecké informace) je neziskové sdružení a jako skeptická organizace je od roku 2001 členem Evropské rady skeptických organizací. AFIS vydává časopis Science et pseudo-sciences ("Věda a pseudovědy").

## Historie
Francouzskou asociaci pro vědecké informace založil v roce 1968 Michel Rouzé, vědecký novinář, který patřil k racionalistickému hnutí, jež bylo v té době ve Francii reprezentováno především Racionalistickou unií (Union rationaliste). Jejím hlavním cílem bylo zaměřit se na širokou veřejnost a odklonit ji od šarlatánství. Sdružení (které v roce 1978 přijalo název „asociace“ místo „agentura“ sdružovalo lidi s různými politickými postoji, aby překonalo rozpory a představilo sdružení jako neutrální místo pro racionalismus.

V sedmdesátých a osmdesátých letech sdružení navrhovalo texty kritizující některé technické inovace, jako je jaderná energie nebo DDT.

Jeho redakční linie se postupem času vyvíjela, zejména po smrti Michela Rouzé v roce 2003. Podle sociologa Sylvaina Laurense se časopis zpočátku zajímal o otázky spojené se společenskou odpovědností vědce nebo sekularismem, ale pak se od nich odklonil a začal hájit technologický a průmyslový rozvoj, který analyzoval z pohledu některých oborů, jako je průmyslová toxikologie, na úkor jiných, například sociologie, což vedlo k odchodům některých členů.

## Účel
Prohlášení o principech: „AFIS usiluje o podporu vědy proti těm, kteří popírají její kulturní hodnotu, zneužívají ji pro kriminální účely nebo jako zástěrku pro šarlatánství.“
Podle AFIS věda sama o sobě nemůže vyřešit problémy lidstva, ani je nelze řešit bez použití vědecké metody. Občané by měli být informováni o vědeckých a technických pokrocích a problémech, které pomáhají řešit, a to způsobem, který je přístupný všem bez ohledu na tlak partikulárních zájmů. Měli by být varováni před falešnými vědeckými poznatky a před těmi, kdo je v médiích šíří za účelem osobního nebo finančního prospěchu. Prostřednictvím svého časopisu Science et pseudo-sciences se sdružení snaží:
- shromáždit řadu faktů z aktuálního dění ve vědě a technice, aby se o nich uvažovalo především z lidského hlediska
- šířit vědecké informace o všech oborech výzkumu prostřednictvím zpravodajství, a to v jazyce, kterému každý rozumí
- bezpodmínečně odsuzovat obchodníky s falešnou vědou nebo pseudovědou (astrologie, UFO, sekty, paranormální jevy, falešná medicína), zlovolné šarlatány a dodavatele iracionality
- bránit vědecké myšlení před hrozbou nového tmářství
- nezávisle na všech nátlakových skupinách odmítá jakékoliv ústupky senzacechtivosti, dezinformacím a samolibosti v oblasti iracionálna[9]

## Science et pseudo-sciences
AFIS vydává čtvrtletník Science et pseudo-sciences („Věda a pseudovědy“).
Podle vlastního vyjádření časopis píší pouze dobrovolníci. Jeho články se zabývají různými vědeckými tématy a jejich cílem je osvětlit společenské otázky, které mohou být předmětem dezinformací nebo kontroverzí, zejména v oblasti zdraví, nových technologií nebo ochrany životního prostředí. Dalšími tématy jsou např. medicína, potraviny, biotechnologie, energie a psychoanalýza.
Podle údajů sdružení měl časopis v roce 2010 1400-1500 předplatitelů a 1400-2800 čtenářů na jedno číslo, v roce 2010 přinesl prodej časopisu příjmy ve výši 82 232 eur na výrobní náklady a 60 125 eur na poštovné.
Inženýr a fyzik Sebastien Point, člen AFIS, píše do Science et pseudo-sciences i pro anglický časopis Skeptical Inquirer. Psal o volné energii a chromoterapii a o mylných názorech obklopujících elektromagnetické záření.

## Kontroverze

### Astrologie
Když byla v dubnu 2001 na pařížské Descartesově univerzitě přijata disertační práce Élizabeth Teissierové „Situation épistémologique de l'astrologie à travers l'ambivalence fascination/rejet dans les sociétés postmodernes“ ("Epistemologická situace astrologie napříč ambivalencí fascinace/odmítání v postmoderních společnostech"), vyvolala ve vědecké komunitě rozruch. AFIS se chopila iniciativy a práci Teissierové kriticky analyzovala. Ukázalo se, že jde o obhajobu astrologie, která je prezentována jako sociologická studie a nesplňuje žádné akademické standardy pro disertační práci. Analýzu provedla skupina astrofyziků a astronomů (Jean-Claude Pecker, Jean Audouze a Denis Savoie), sociologů (Bernard Lahire a Philippe Cibois), filozof (Jacques Bouveresse) a specialistů na pseudovědy (Henri Broch a Jean-Paul Krivine). Teissierová kritiku obsahu své sociologické disertace odmítla a AFIS označila za „kulturní tálibán“.

### GMO
V roce 2007 AFIS zahájila petici proti moratoriu na geneticky modifikovanou kukuřici ve Francii, publikovala řadu článků o GMO a v roce 2008 uspořádalo sympozium v Senátu, na němž většina řečníků byla pro geneticky modifikovanou kukuřici. V březnu 2008 tento postoj sdružení vedl člena vědecké rady AFIS, Marcela-Francise Kahna, emeritního profesora medicíny na Pařížské univerzitě Diderot, k rezignaci s odůvodněním, že "AFIS - aniž by konzultovalo náš názor - provedlo obrat o 180° ke skutečné lobby podporující GMO." Rovněž tvrdil, že existuje spojení mezi dvěma členy, Marcelem Kuntzem a Louisem-Marie Houdebinem, a „společností Monsanto nebo jejími pobočkami“. Kahn však nebyl schopen předložit skutečné důkazy, které by jeho obvinění podpořily. AFIS zatím trvá na své naprosté nezávislosti na jakékoli průmyslové skupině“.

### Globální oteplování
Po zveřejnění zprávy o globálním oteplování, která mimo jiné dala slovo popíračům klimatických změn, jako jsou Vincent Courtillot a Benoît Rittaud, se sdružení dočkalo kritiky ze strany klimatologů a Union rationaliste. Sylvestre Huet, vědecký novinář z Libération, v kritice sdružení vyjádřil zklamání z „průměrného“ pokrytí tématu.
Le Monde, jehož autorem je novinář Stéphane Foucart, a někteří vědci odsoudili postoje AFIS a některé články v jejím časopise jako iracionální stanoviska obhajovaná ochránci životního prostředí. Odsouzení se dočkaly také klimaticky skeptické články. Le Monde se domnívá, že sdružení zastává antiekologický postoj.

## Představenstvo

### Prezidenti
- Michel Rouzé (1969–1999)
- Jean-Claude Pecker (1999–2001)
- Jean Bricmont (2001–2006)
- Michel Naud (2006–2011)
- Louis-Marie Houdebine (2011–2014)
- Anne Perrin (2014 - 2018)
- Roger Lepeix (2018-2019)
- Jean-Paul Krivine (2019-2020)
- François-Marie Bréon (2020–)[29]

### Vědecká rada a sponzorská komise
- Jean-Pierre Adam (archeolog, CNRS, Paříž)
- Jacques Bouveresse (filozof, profesor na Collège de France, vedoucí katedry filozofie jazyka a poznání)
- Jean Bricmont (profesor teoretické fyziky na Université catholique de Louvain, Belgie)
- Henri Broch (profesor fyziky a zetetiky, Univerzita Sophia Antipolis v Nice)
- Gérald Bronner (profesor sociologie, Štrasburská univerzita)
- Henri Brugère (veterinární lékař, profesor terapeutické fyziologie na Národní veterinární škole v Alfortu)
- Yvette Dattéeová (čestná ředitelka výzkumu INRA, členka Académie d'Agriculture de France)
- Jean-Paul Delahaye (profesor na Univerzitě vědy a techniky v Lille, výzkumný pracovník v Laboratoire d'Informatique Fondamentale de Lille)
- Marc Fellous (profesor medicíny, Institut Cochin de Génétique Moléculaire)
- Léon Guéguen (dietolog, čestný ředitel výzkumu INRA, člen Académie d'agriculture de France)
- Louis-Marie Houdebine (biolog a ředitel výzkumu ve středisku INRA v Jouy-en-Josas)
- Bertrand Jordan (molekulární biolog, emeritní ředitel výzkumu v CNRS, Marseille)
- Jean-Pierre Kahane (profesor matematiky, člen Francouzské akademie věd)
- Jean de Kervasdoué (profesor na Conservatoire national des arts et métiers (CNAM), člen Francouzské akademie technologií).
- Marcel Kuntz (biolog, ředitel výzkumu v CNRS)
- Gilbert Lagrue (čestný profesor v nemocnici Albert Chenevier v Créteil)
- Hélène Langevin-Joliotová (jaderná fyzička, emeritní ředitelka výzkumu v CNRS)
- Guillaume Lecointre (profesor Národního přírodovědného muzea v Paříži)
- Jean-Marie Lehn (profesor na Collège de France, člen Francouzské akademie věd, nositel Nobelovy ceny za chemii)
- Gérard Pascal (dietolog a toxikolog, čestný ředitel výzkumu INRA, člen Académie d'Agriculture a Francouzské akademie technologií)
- Jean-Claude Pecker (čestný profesor teoretické astrofyziky na Collège de France, člen Francouzské akademie věd)
- Arkan Simaan (profesor fyziky, historik přírodních věd)
- Alan Sokal (profesor fyziky na Newyorské univerzitě a profesor matematiky na University College London)
- Jacques Van Rillaer (profesor psychologie, Belgie)

### RedakceScience et pseudo-sciencesa webových stránek
- Jean-Paul Krivine (šéfredaktor)
- Bruno Przetakiewicz (webmaster)

## Transparentnost
V roce 2008, po práci nadace Prometheus na barometru transparentnosti nevládních organizací, se AFIS chtěla zapojit do procesu transparentnosti tím, že zveřejní složení rady, finance a zprávy o činnosti.
Od roku 2011 nejsou zveřejňovány účetní uzávěrky sdružení a od roku 2012 nejsou zveřejňovány zápisy z jeho činnosti.